# Capsicum frutescens
Capsicum frutescens is een botanische naam van een chilipepersoort in de nachtschadefamilie (Solanaceae). Deze soort zou verschillen van Capsicum annuum door de opgerichte, gelige of witte bloemen en de opgerichte vruchten, die meestal met twee of meer aan de stengelknoppen staan. Het is een kruidachtige plant of kleine struik, die tot 2 meter hoog kan worden. De bladeren zijn afwisselend geplaatst, ovaal tot langwerpig en aan het uiteinde toegespitst. De bladschijf is 4-12 cm lang en 2-5 cm breed.
De meestal smalle bessen zijn zeer scherp smakend door het hoge gehalte aan capsaïcine. De vruchten zijn onrijp groen, roomwit, paars of geel en worden rijp oranje tot rood. Ze zijn tot 5 × 1 cm groot. De vruchten worden vers of gedroogd als geheel of in stukjes als smaakmaker verwerkt in gerechten en dranken.
De bekendste peper van deze plant is de "piripiri".
De status van deze soort is omstreden: volgens de Flora of China is het niet zinnig dit als aparte soort te beschouwen.
... · 
C. annuum (Jalapeño, cayennepeper, paprika) · 
C. baccatum (Aji, peppadew) · 
C. chinense (Habanero, Bhut Jolokia, Madame Jeanette, Trinidad Scorpion Butch Taylor, Carolina Reaper) · 
C. frutescens · 
C. frutescens var. tabasco (Tabasco) · 
C. pubescens (Rocoto) · 
...